# Lecteria (Lecteria) mattogrossae
Lecteria (Lecteria) mattogrossae is een tweevleugelige uit de familie steltmuggen (Limoniidae). De soort komt voor in het Neotropisch gebied.